# Pequena Rússia
Pronunciação
Pequena Rússia, Malorussia, Malarrosiya ou Pequena Rus (em russo:  Малороссия, em ucraniano:  Малоросія), é o nome habitualmente aplicado a partes do actual território da moderna Ucrânia, antes do século XX, e no tempo do Império Russo. Do termo derivam outros como "pequenos russos" ou similares, aplicados a pessoas, idioma, cultura, etc.